# Dirk Demol
Dirk Demol (Kuurne, 4 de novembre de 1959) és un ciclista belga. ja reitrat, que fou professional entre 1982 i 1995. Durant la seva carrera aconseguí una vintena de victòries, sent la més destacada la París-Roubaix de 1988. Una vegada retirat com a ciclista professional entrà a formar part del cos tècnic de diversos equips ciclistes.
Entre el 2008 i el 2014 es va beneficiar d'un sistema d'evasió fiscal que permetia als ciclistes d'optimitzar els seus ingressos a través d'empreses amb seu en paradisos fiscals. El maig de 2013 l'administració tributària belga va prendre mesures contra aquest tipus d'estratègies fiscals, obligant-lo, tant a ell com a d'altres ciclistes, a regularitzar la seva situació.

## Palmarès
- 1981
  - 1r al Gran Premi de Waregem
  - 1r als Dos dies del Gaverstreek i vencedor d'una etapa
- 1987
  - 1r al Stadsprijs Geraardsbergen
- 1988
  - 1r a la París-Roubaix
  - 1r del Critèrium de Dilsen
- 1989
  - 1r del Critèrium de Dentergem
- 1990
  - 1r del Circuit de les Ardenes flamenques - Ichtegem

### Resultats al Tour de França
- 1985. Abandona (15a etapa)
- 1988. 149è de la classificació general

### Resultats a la Volta a Espanya
- 1986. Abandona (9a etapa)